# 小行星6444
小行星6444（6444 Ryuzin）是一颗围绕太阳公转的小行星。1989年11月20日，鈴木憲藏、浦田武在丰田市发现了此天体。
这颗小行星的绝对星等为269.09734等。